# 홍은미 (연출가)
홍은미는 대한민국의 텔레비전 드라마 연출감독이다.

## 드라마
- 2020년 KBS 2TV 단막극 《KBS 드라마 스페셜 - 모단 걸》 ... 연출
- 2020년 KBS 2TV 단막극 《KBS 드라마 스페셜 = 고백하지 않는 이유》 ... 연출
- 2023년 KBS2 월화 미니시리즈 《순정복서》 ... 공동연출
- 2025년 KBS2 한국방송공사 2TV 일일연속극《여왕의 집》 ... 공동연출